# Omega Lithium
Omega Lithium est un groupe de metal gothique et industriel croate, originaire d'Umag. Malgré ses origines, elle est classée comme du mouvement Neue Deutsche Härte. Le groupe est formé en 2007 et est signé au Drakkar Entertainment, une filiale de Sony BMG. Le premier album, Dreams in Formaline du groupe, est sorti le 18 septembre 2009.

## Biographie
Le groupe est formé en 2007. Il signe au label Drakkar Entertainment en juillet 2009, une branche de Sony BMG,. Le premier album du groupe, Dreams in Formaline, est publié le 18 septembre 2009. Le premier single qui y en extrait s'intitule Stigmata. Le single est joué sur MTV,, et atteint la quatrième place des classements MTV Adria. Sur YouTube, le titre Stigmata reçoit des millions de vues. Omega Lithium tourne ensuite avec le groupe de folk metal Subway to Sally à leur tournée Kreuzfeuer du 18 au 30 décembre 2009. Cette même année, ils sont récompensés dans la catégorie de « nouvel arrivant de l'année 2009 » par le magazine Zillo.
Ils participent aux Metal Camp 2010, au Wave Gothic Treffen puis concluent avec la tournée Dreams in Formaline au Metal Female Voices Fest 2010. Le 26 février 2010, ils annoncent une réédition nord-américaine de leur premier album, Dreams in Formaline au label Artoffact Records le 6 avril accompagné d'un titre bonus. En janvier 2011, ils annoncent un nouvel album-concept. En avril 2011, ils publient la vidéo de la chanson Dance With Me, issue de leur album à venir intitulé Kinetik. Ils ne donneront plus signe de vie depuis 2011.

## Membres
- Mya Mortensen – chant
- Malice Rime – guitare, synthétiseurs
- Zoltan Harpax – basse, paroles
- Torsten Nihill – Drums, percussions

## Discographie
- 2007 : Andromeda (EP)
- 2009 : Dreams in Formaline
- 2011 : Colossus (single numérique)
- 2011 : Kinetik